# Nohijahoi tobei dzjoemhoeri
Nohijahoi tobei dzjoemhoeri (Tadzjieks: Ноҳияҳои тобеи ҷумҳурӣ; "districten onder jurisdictie van de republiek" vroeger Karotegin) is een provincie in Tadzjikistan met een bevolking van 1,9 miljoen.

## Districten
Nohijahoi tobei dzjoemhoeri is onderverdeeld in 13 districten (nohijahoi) en 3 steden (sjahri):
- Dzjirgatol (Ҷиргатол), district
- Fajzobod (Файзобод), district
- Hisor (Ҳисор), district
- Noerobod (Нуробод), district
- Rasjt (Рашт), district
- Roghoen nohijai (Роғун ноҳияи), district
- Roghoen sjahri (Роғун шаҳри), stad
- Rödaki (Рӯдакӣ), grootste district van Tadzjikistan (437.000 inwoners op 01-01-2014)
- Sjahrinav (Шаҳринав), district
- Tavildara (Тавилдара), district met jamoat (rurale gemeente) Tsjildara
- Todzjikobod (Тоҷикобод), district
- Toersoenzoda nohijai (Турсунзода ноҳияи), district
- Toersoenzoda sjahri (Турсунзода шаҳри), stad
- Vahdat nohijai (Ваҳдат ноҳияи), district
- Vahdat sjahri (Ваҳдат шаҳри), stad
- Varzob (Варзоб), district